# Prêmio Cultura Galega das Letras

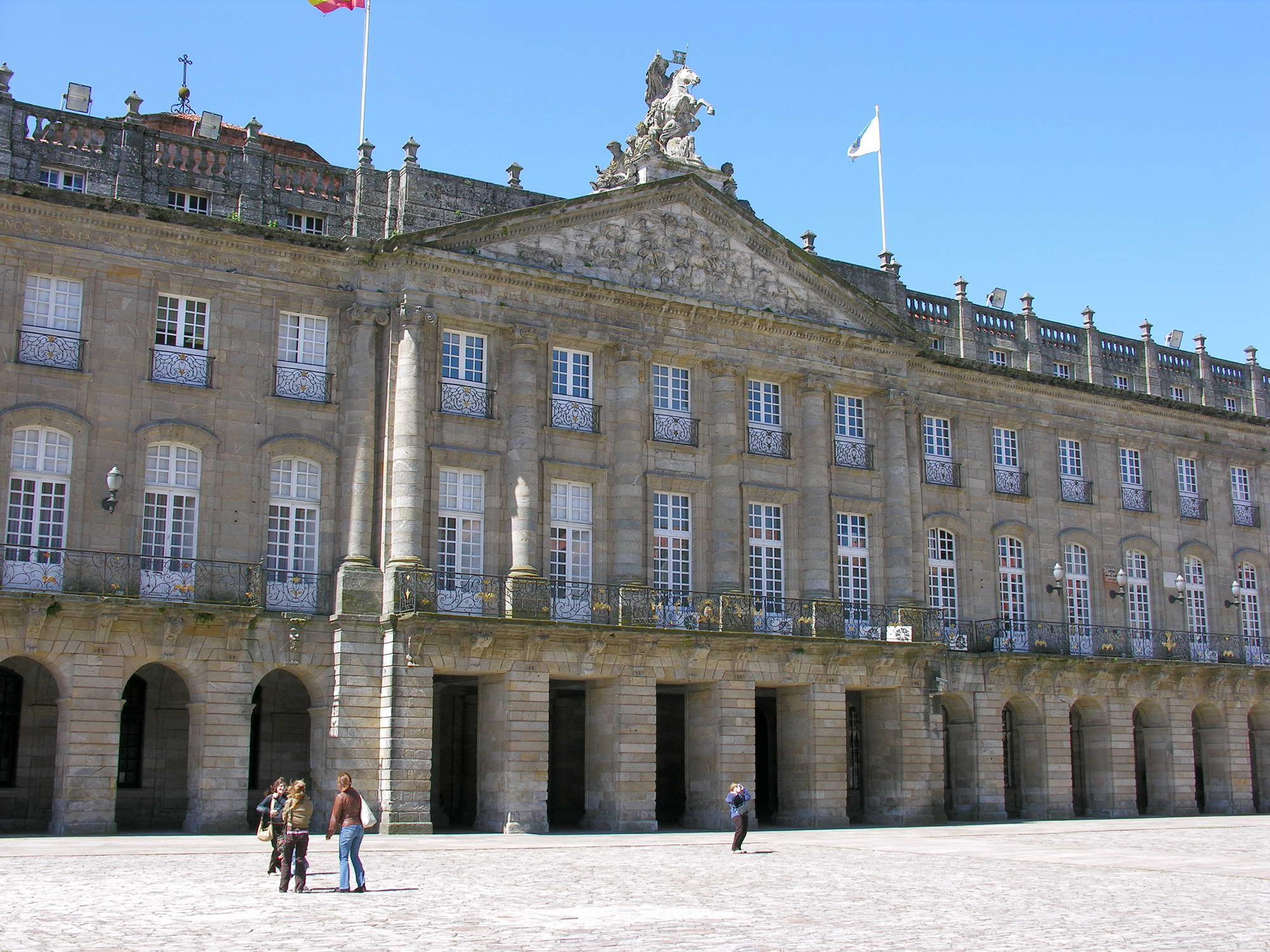
Sede da Presidência da Junta da Galiza, no Paço de Raxoi, compartida com o Concelho de Santiago de Compostela.

O Prêmio Cultura Galega das Letras (do galego: Premio Cultura Galega das Letras) é um galardão concedido como parte dos Prêmios da Cultura Galega pela Junta da Galiza a pessoas físicas ou jurídicas "com trajectoria alinhada à escrita galega, que se considerem com méritos especiais no que atinge a recursos literários, investigação de linguagens próprias, inovação no plano expressivo, criação de códigos de intercambio com outras sociedades e culturas ou qualquer outro aspecto que contribua a fortalecer o sistema literário galego e a sua imagem pública interna ou externa".

## História e características
Os premiados são seleccionados por um jurado único formado por doze pessoas, que na segunda sessão de deliberação foram: Roberto Varela, em qualidade de conselheiro, e como vogais Francisco López, Ramón Villares, José María Barja, Javier Garbayo e Mercedes Goicoa. Como membros do jurado designados pela Secretária de Cultura e Turismo também participaram o secretário da Real Academia Espanhola, Darío Villanueva; o crítico de arte Antón Castro Fernández, a arquitecta Isabel Aguirre Urcola e mais o compositor Juan Vara García.
Os prêmios convocaram-se pela primeira vez no ano 2010, ainda que nasceram como continuação dos Prêmios Nacionais da Cultura Galega, criados em 2008 e que tiveram uma única edição. A diferença do anterior, concedido à Xosé Luís Méndez Ferrín, este prêmio não tem dotação econômica. Também a diferença de edições passadas, a Real Academia Galega desta vez renunciou a ter um representante no jurado.

## Premiados
- 2010 - Agustín Fernández Paz (renunciou ao galardão)[5]
- 2011 - Arcadio López Casanova.
- 2012 - Salvador García-Bodaño[6].
- 2013 - Luz Pozo Garza[7].